# Trichophysetis apiciferalis
Trichophysetis apiciferalis is een vlinder uit de familie van de grasmotten (Crambidae). De wetenschappelijke naam van deze soort is voor het eerst voorgesteld als Pyralis apiciferalis door Francis Walker in een publicatie uit 1866. 
De spanwijdte bedraagt 13,5 millimeter.
De soort komt voor in China (o.a. Shanghai), het oosten van Rusland, Zuid-Korea en Japan.